# Kaplica Pénitents de Confalon w Montbrison
Kaplica Pénitents de Confalon w Montbrison – wzniesiona w I połowie XVIII wieku. Od 1946 roku posiada status monument historique, w kategorii classé (zabytek o znaczeniu krajowym).

## Lokalizacja
Kaplica zlokalizowana jest przy 4B Place des Pénitents w miejscowości Montbrison, w departamencie Loara, w regionie Owernia-Rodan-Alpy.

## Historia
Budowa kaplicy rozpoczęła się w 1730 roku, ukończona została w 1740 roku.
Podczas wielkiego pożaru w 1730 roku stara kaplica uległa zniszczeniu. Bractwo zbudowało Pénitents de Confalon nową kaplicę, w obecnym miejscu, na gruntach nabytych od pana Ratera. 20 sierpnia 1762 roku bractwo negocjowało z Josephem Linossierem, architektem i wykonawcą z Lyonu, remont wnętrza kaplicy i przedłużenie nawy w kierunku zachodnim w celu umieszczenia empory i szatni. Zgodnie z umową Linossier miał wznieść nową fasadę, zwieńczoną dwiema dzwonnicami. Jednak zamiast dwóch przewidzianych w kontrakcie, zbudowano tylko jedną osiową dzwonnicę. Kompozycja, choć mniej wyszukana, nawiązuje do kaplicy Visitandines w Auxerre, dzieła Jacques-Germaina Soufflota, architekta króla.  
W czasie rewolucji w kaplicy odbywały się spotkania trzech zakonów. W 1793 roku, aby oszczędzić dzwony kolegiaty w Montbrison, dzwony z kaplicy wysłano do odlewni w Roanne. W 1795 kaplicę przekształcono na warsztat stolarski. Kaplica była następnie wykorzystywana na różne sposoby, począwszy od warsztatu samochodowego około 1900 roku do sklepu z antykami, którego właścicielem był Jean Ferran, (zmarł w 1919 r). W 1921 roku w budynku powstało kino, a następnie budynek został sprzedany zielarzowi. Z inicjatywy miejscowych naukowców fasadę i dzwonnicę uznano 7 stycznia 1921 r. za zabytek historyczny. Jednak już w następnym roku Rada Państwa unieważniła nakaz klasyfikacji (5 maja 1922 r.), na wniosek nowego właściciela, który zamierzał rozbudować wejście na potrzeby swojej działalności. W rzeczywistości zniekształcił portal, usuwając łuk i poszerzając otwór, aby wjechać swoimi ciężarówkami do nawy. 
Sklep z napojami bezalkoholowymi i magazyn przejęły sklep zielarski, podczas gdy budynek nadal popadał w ruinę. W 1959 roku zły stan dzwonnicy groził jej rozbiórką. Rada miasta 23 grudnia 1963 roku w uzgodnieniu z regionalnym kuratorem budynków podjęła decyzję o przejęciu przez miasto kaplicy z zamiarem przekształcenia jej na cele kulturalne. Prace remontowe rozpoczęto w 1973 roku, przywrócono portal do pierwotnego stanu. Wewnątrz zachowano gzyms i odrestaurowano sztukaterie (1978 rok) pod kierunkiem Henriego Lazara, architekta Bâtiments de France.
Obecnie siedziba Teatru Pénitents w Montbrison. Od 2023 roku w remoncie.

## Opis
Fasada budynku skierowana jest w stronę Place des Pénitents. Fasada, o trzech półkolistych przęsłach, posiada centralny ryzalit, w którym umiejscowiony jest portal, pomiędzy dwiema kolumnami i dwoma filarami z kapitelami jońskimi i podstawami attykowymi na cokołach. Nad oknem na piętrze znajduje się napis SOCIETAS CONFALONIS ozdobiony klamrą z herbem Pokutników z krzyżem. Natomiast pod gzymsem dzwonnicy wyryto ich motto SOLI DEO i datę 1591, upamiętniającą założenie bractwa w Montbrison. Dach pokryty jest łupkiem szylkretowym. Elewacja komory dzwonowej wykonana jest z kamienia, natomiast pozostałe trzy jej boki wzniesiono z drobnych płaskich cegieł pokrytych tynkiem. W symetrycznych przęsłach bocznych widać wysokie okna, w I poziomie (pierwotnie wnęki na posągi) bardzo wąskie, z zewnętrznym rozgałęzieniem we wrębie, na I piętrze ujęte płaską opaską zajmującą szerokość przęsła.